# UF 2 (U-Boot)
Die UF 2 war ein deutsches U-Boot der Aurore-Klasse, das von 1942 bis 1944 in Dienst stand.

## Geschichte
Die spätere UF 2 wurde im September 1937 mit dem Namen Favorite (Kennung: Q 195) für die französische Marine bei der Werft Chantier Worms in Rouen auf Kiel gelegt. Der Stapellauf erfolgte im September 1938. Nach der Waffenstillstand von Compiègne im Juni 1940 geriet das noch im Bau befindliche Boot in die Hand der deutschen Kriegsmarine. Von dieser wurde es am 13. Mai 1941 in UF 2 umbenannt und am 5. November 1942 als Schulboot in Dienst gestellt.
In dieser Funktion wurde es bis August 1943 bei der in Kiel (Ostsee) stationierten 5. U-Flottille genutzt und danach bei der U-Boot-Abwehrschule in Hatvik bei Bergen (Norwegen) genutzt. UF 2 wurde am 5. Juli 1944 außer Dienst gestellt. Der letzte deutsche Kommandant war Oberleutnant zur See Heinrich Gehrken. Das Boot wurde 1945 in Gotenhafen selbstversenkt.